# Chalcura volusus
Chalcura volusus är en stekelart som först beskrevs av Walker 1839.  Chalcura volusus ingår i släktet Chalcura och familjen Eucharitidae. Inga underarter finns listade i Catalogue of Life.